# Bregenz
Bregenz es una ciudad de Austria, capital del estado federado de Vorarlberg, al oeste del país. Tiene una población aproximada de 28 000 habitantes. La ciudad, ubicada a orillas del lago de Constanza, se encuentra cerca de la ciudad alemana de Lindau y de la frontera con Suiza.
Bregenz es una de las cinco ciudades del estado de Vorarlberg, junto a Dornbirn, Hohenems, Feldkirch y Bludenz.
Es sede de unos conocidos Festivales de verano de música clásica, llamados Bregenzer Festspiele, que, en parte, se desarrollan sobre el lago de Constanza.

## Historia

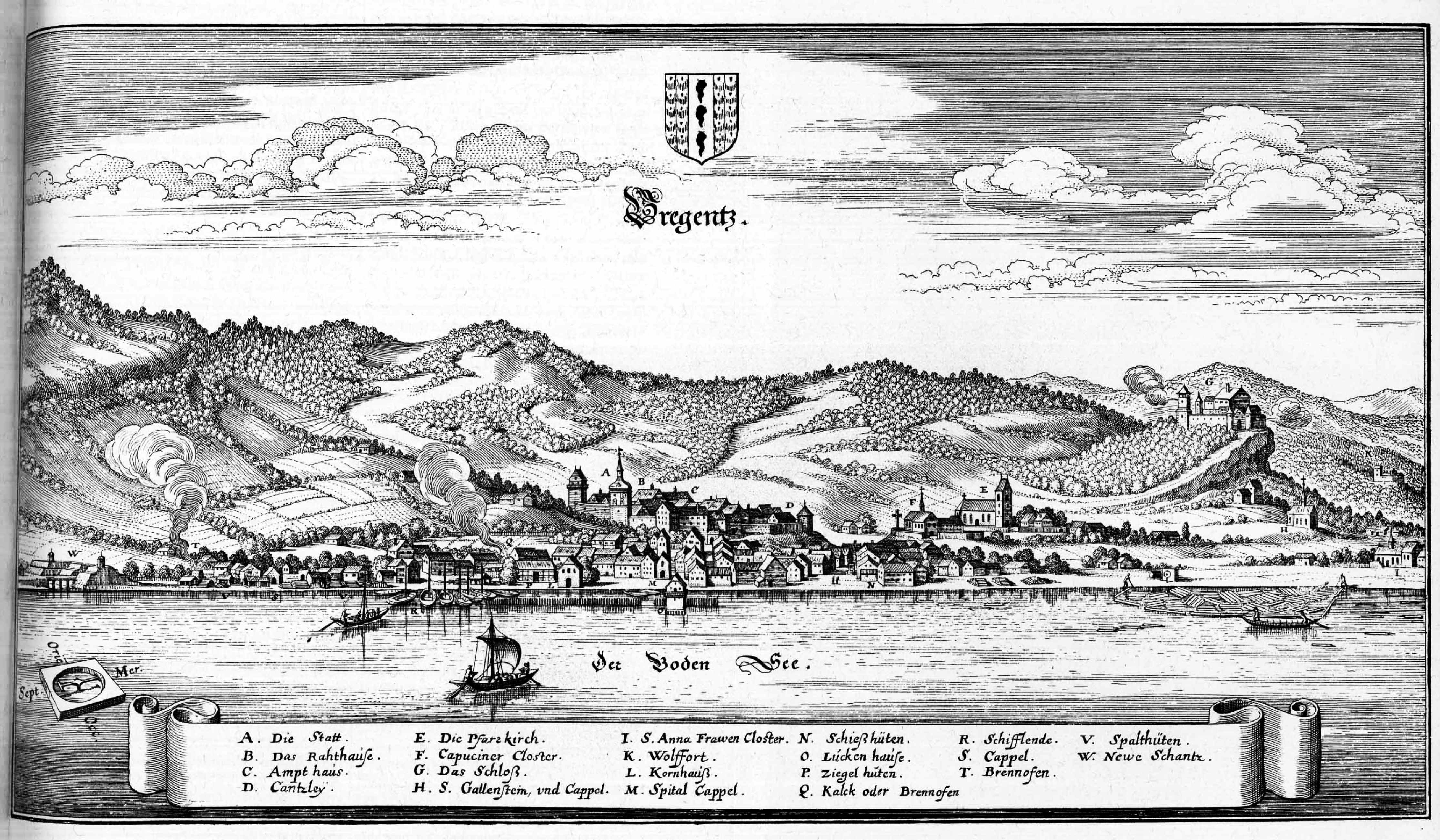
Bregenz, calcografía de Caspar Merian, alrededor del año 1650

Los primeros asentamientos datan del 1500 a. C. Estrabón mencionó a la tribu celta llamada Brigantii como una subtribu en estas regiones de los Alpes. En el siglo V a. C., los celtas se asentaron en Brigantion, que era uno de sus lugares más fuertemente fortificados. Después de las batallas del 15 a. C., los romanos conquistaron Brigantión y la ciudad se convirtió en un campamento romano. Se le otorgó el estatus de municipio (Brigantium) alrededor del 50 d. C. y fue la sede del almirantazgo romano del lago Constanza. En 259/60, Brigantium fue destruido por los alanos, un pueblo germánico que se estableció en el área en alrededor de 450.
De 610 a 612, San Columbano y Gall trabajaron como los misioneros en Bregenz. Desde 917, el castillo sirvió como residencia de los Udalrichinger (dinastía gobernante de Vorarlberg), que se llamaron a sí mismos los Condes de Bregenz. La casa se extinguió alrededor de 1150. El hijo del primer Ulrich fue San Gebardo, nacido en 947. Se convirtió en obispo de Constanza. Alrededor de 1170, Hugo de Tübingen (Montfort) fundó un asentamiento de la ciudad (primera mención documentada en 1249), ampliado en los siglos XIII y XIV y de 1650 a 1652.
La ciudad fue vendida en 1451 y en 1523 a los Habsburgos y continuó bajo el dominio austriaco, salvo dos breves periodos de ocupación en 1632 y 1647 por las fuerzas suecas bajo el mando de Carl Gustaf Wrangel durante la guerra de los Treinta Años, hasta el siglo XIX. Bregenz estuvo bajo el dominio de Baviera desde 1805 hasta 1814. Desde 1842 hasta 1850, se construyó el puerto en el lago de Constanza. En 1883, y desde 1889 hasta 1891, se amplió el puerto y en 1884 se estableció el servicio de barcos austriacos. La comunicación ferroviaria existe desde 1872 y desde 1884 en todo el macizo de Arlberg. Desde entonces, la ciudad se ha extendido a los alrededores.
Desde 1726, Bregenz ha sido la sede principal de la administración austriaca en Vorarlberg (Obervogtei, en 1786 Kreisamt, desde 1861 sede del Landtag, desde 1918 sede del Landeshauptmann). Rieden-Vorkloster y Fluh se incorporaron a Bregenz en 1919 y en 1946, respectivamente. La ciudad fue bombardeada en 1945, y 72 casas fueron destruidas.
El topónimo de la ciudad, Bregenz, se pronuncia [ˈbʁeːgɛnt͡s]ⓘ.

## Atracciones y lugares de interés

### Festival de Bregenz
Es uno de los principales eventos de verano de la región. El Festival de Bregenz se celebra cada año en verano, a mediados de julio sobre el mayor escenario lacustre de Europa, a orilla del lago Constanza. El escenario, conocido como el Seebühne (See, «lago»; Bühne, «escenario»), se encuentra sobre el agua.
El festival dura un mes y acoge a unos 12 000 espectadores que asisten a ver óperas, conciertos y obras teatrales en el escenario al aire libre, o bien en la tradicional Festspielhaus, que alberga principalmente funciones de óperas poco conocidas.

### Festival Bregenzer Frühling
El Bregenzer Frühling es un festival de danza que se celebra cada año entre marzo y mayo en el Festspielhaus desde 1987. Conjuntos de danza de todo el mundo presentan sus nuevas producciones, a veces también estrenos austriacos. Con un presupuesto de unos 500.000 euros y con hasta 10.000 visitantes, el Bregenzer Frühling es uno de los festivales de danza más importantes de Austria. El director artístico fue Wolfgang Fetz hasta finales de 2016. Hasta 2016 era un evento del Bregenzer Kunstverein, desde el Bregenzer Frühling 2017 la organización está en manos del departamento de cultura de la ciudad de Bregenz, desde 2018 también la dirección artística. El Bregenzer Frühling 2020 tuvo que ser cancelado debido a la pandemia de COVID-19 en Austria.

### Museo de Arte de Bregenz (KUB)
Inaugurado en 1997, el Museo de Arte de Bregenz, conocido como Kunsthaus Bregenz o KUB, es un museo de arte contemporáneo muy importante del mundo de habla alemana. Se exponen obras de artistas de renombre como Roy Lichtenstein y Jeff Koons.
El arquitecto Peter Zumthor ganó el Premio Mies van der Rohe de Arquitectura en 1998 con su proyecto KUB.

### Museo Vorarlberg
- El Museo de Vorarlberg (vorarlberg museum) en Bregenz es el museo de arte e historia cultural de la provincia austriaca de Vorarlberg. Fue fundada en 1857 y desde entonces ha sido un lugar central donde se recogen, conservan, investigan y ponen a disposición del público los testimonios del arte y la cultura del estado.
- Teatro romano de Bregenz

### Pfänder

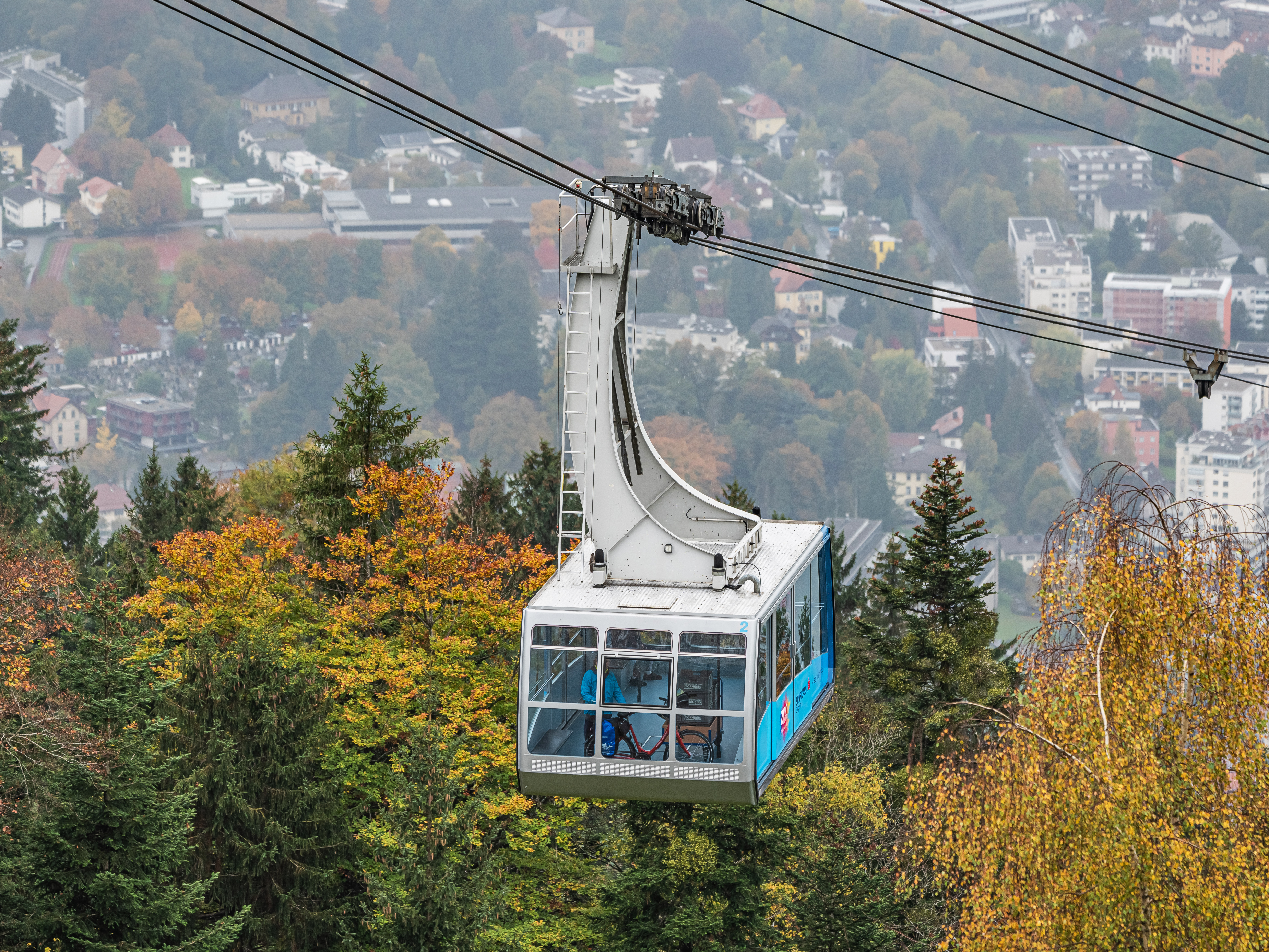

El monte Pfänder de 1062 m sobre el nivel del mar pertenece a los Alpes de Allgäu y se encuentra en el extremo oriental del lago de Constanza. Se considera la "montaña local" de Bregenz, pero se encuentra en gran parte dentro del municipio de Lochau. Con su vista única del lago Constanza y sus 240 picos alpinos, es el mirador más famoso de la región.